# Myzus siegesbeckiae
Myzus siegesbeckiae är en insektsart. Myzus siegesbeckiae ingår i släktet Myzus och familjen långrörsbladlöss. Inga underarter finns listade i Catalogue of Life.